# 南成鎮
南成鎮（韓語：남성진，1969年12月31日—），或译南誠軫，韓國男演員。1992年通过SBS第3期电视演员公开招聘进入演艺界，2004年与共同参演电视剧《田园日记》的演员金志映结婚。

## 演出作品

### 電視劇
- 1999年：MBC《向日葵》
- 2000年：SBS《員警特攻隊》
- 2001年：MBC《醫家四姊妹》
- 2002年：SBS《野人時代》
- 2003年：MBC《媳婦三國志》
- 2003年：MBC《紫羅蘭》
- 2003年：SBS《斑白的家》
- 2003年：KBS《薔薇》
- 2004年：KBS《饒恕》
- 2004年：MBC《小姐和阿姨之間》
- 2006年：KBS《大祚榮》飾 李炆
- 2008年：KBS《最強七迂》
- 2010年：KBS《戰友》飾 廉河鎮
- 2011年：KBS《廣開土太王》飾 高昌
- 2013年：tvN《幻想巨塔》
- 2013年：KBS《Drama Special－媽媽的島》
- 2014年：JTBC《我們能相愛嗎》飾 李奎植
- 2014年：KBS《鄭道傳》飾 高麗恭讓王
- 2015年：KBS《懲毖錄》飾 李德馨
- 2018年：JTBC《Beauty Inside》飾 金泰鎮
- 2019年：JTBC《輔佐官–改變世界的人們》飾演 安賢民
- 2020年：KBS《絕妙的遺產》飾演 富金剛
- 2020年：SBS《Good Casting》飾演 班長（特別演出）
- 2020年：JTBC《優雅的朋友們》飾演 梁秀浩
- 2021年：JTBC《Undercover》飾演 車民豪
- 2021年：SBS《Penthouse 3》飾演 朱先生（特別演出）
- 2021年：tvN《惡魔法官》飾演 李在京
- 2022年：KBS《颱風的新娘》飾演 陳日錫（特別出演）
- 2023年：KBS《孝心的家各自為生》飾演 李孝誠

### 電影
- 2006年：《戀愛，不能承受之輕浮》
- 2010年：《暴風前雨》
- 2011年：《朝鮮名偵探：高山烏頭花的秘密》飾演 朝鮮正祖
- 2012年：《Miss GO》
- 2019年：《第十二個嫌疑犯（朝鲜语：열두 번째 용의자）》飾演 白斗煥

## 外部連結
- 南成鎮在NAVER上的资料
- 南成鎮在韩国电影数据库（KMDb）上的資料（韓語）
- 南成鎮在互联网电影资料库（IMDb）上的資料（英文）
- 南成鎮在豆瓣上的资料（简体中文）